# Lackowa (Słowacja)
Lackowa (sł. Lacková, węg. Lackvágása) – wieś (obec) na Słowacji w kraju preszowskim, powiecie Lubowla. Położona jest w Kotlinie Lubowelskiej (Ľubovnianska kotlina), w dolinie Lackovskiego potoku. Pierwsza wzmianka pisemna o miejscowości pochodzi z roku 1408.
We wsi jest używana gwara przejściowa słowacko-spiska. Gwara spiska jest zaliczana przez polskich językoznawców jako gwara dialektu małopolskiego języka polskiego, przez słowackich zaś jako gwara przejściowa polsko-słowacka.

## Linki zewnętrzne

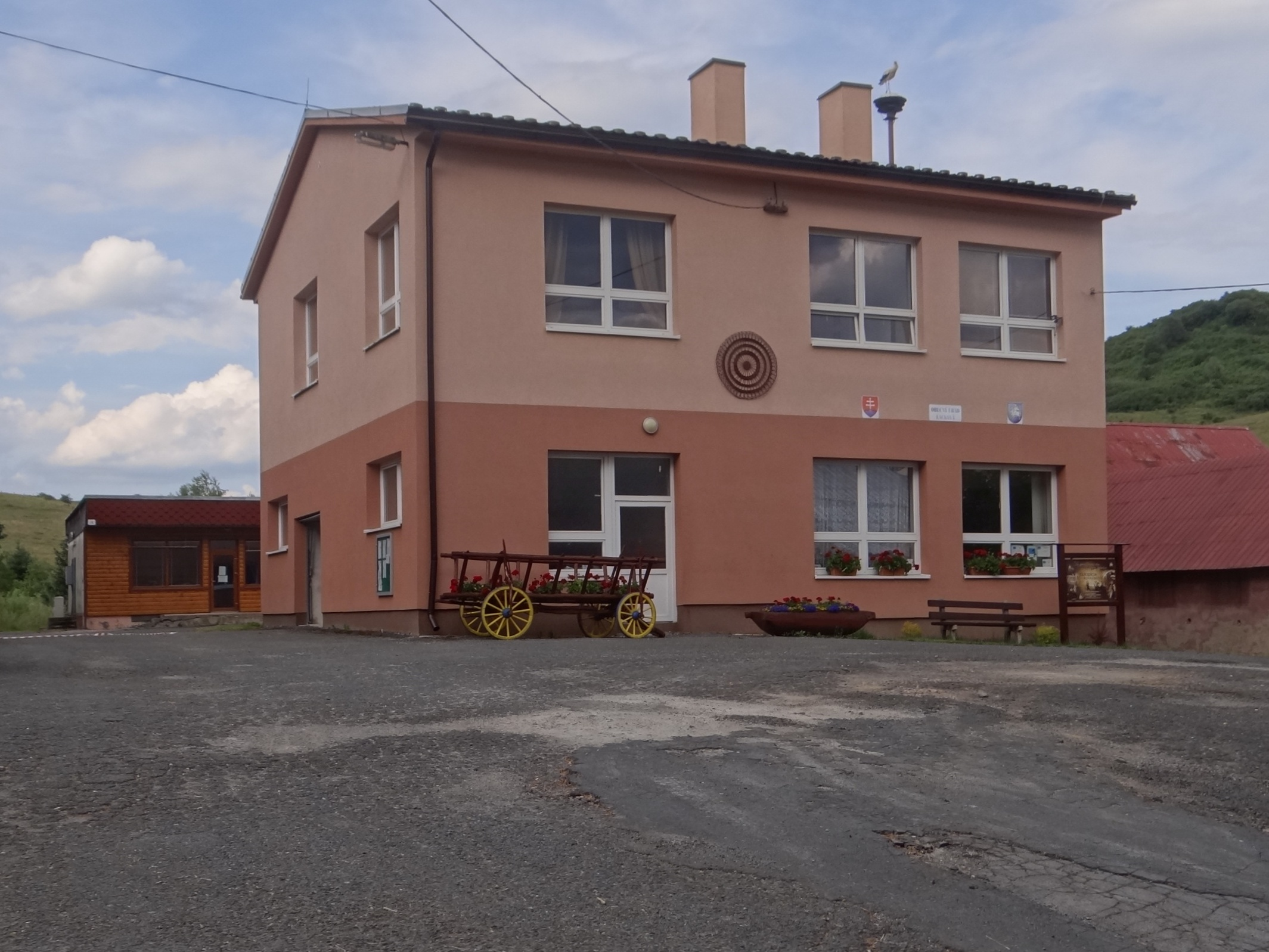
Urząd gminy
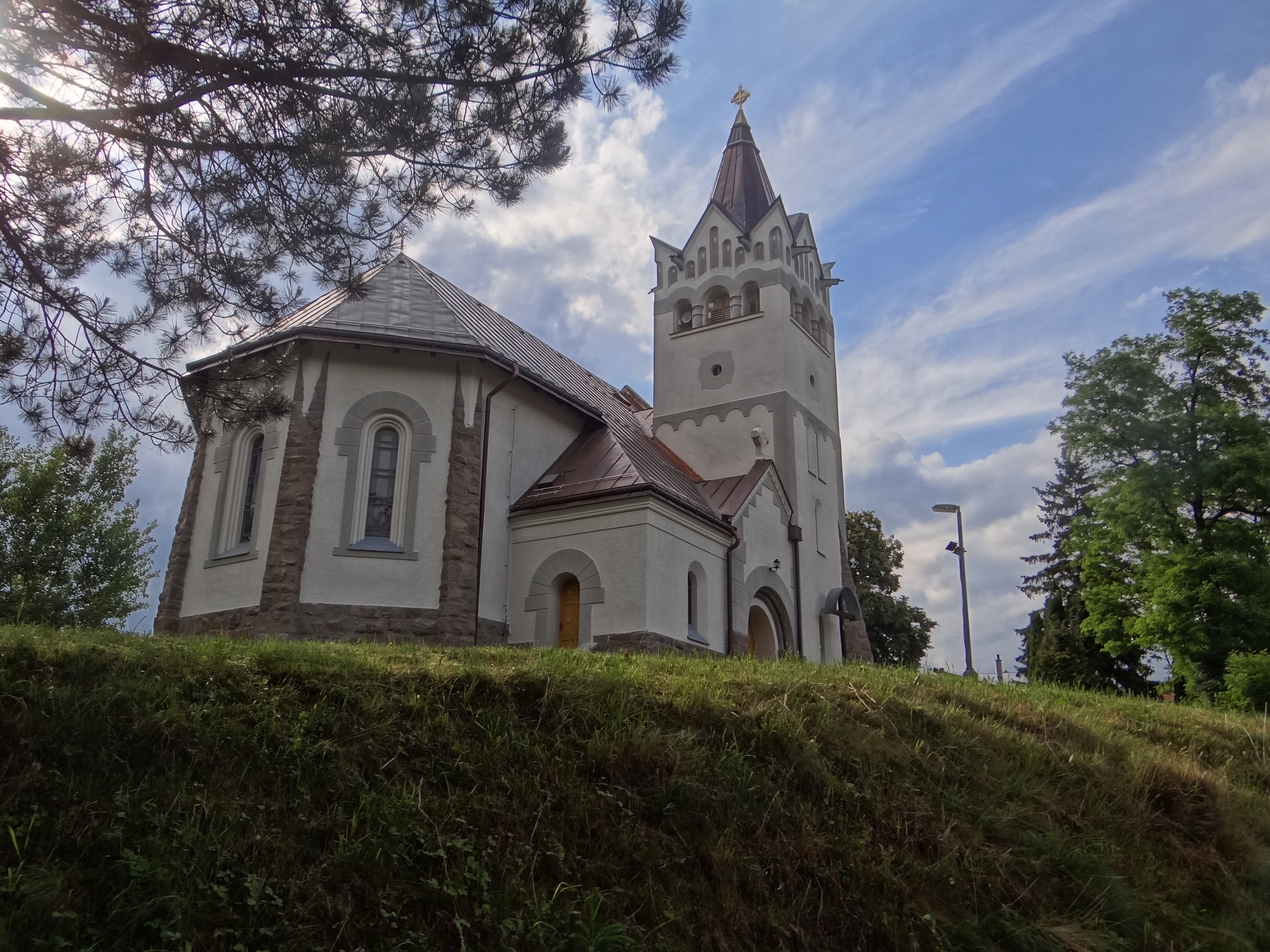
Kościół
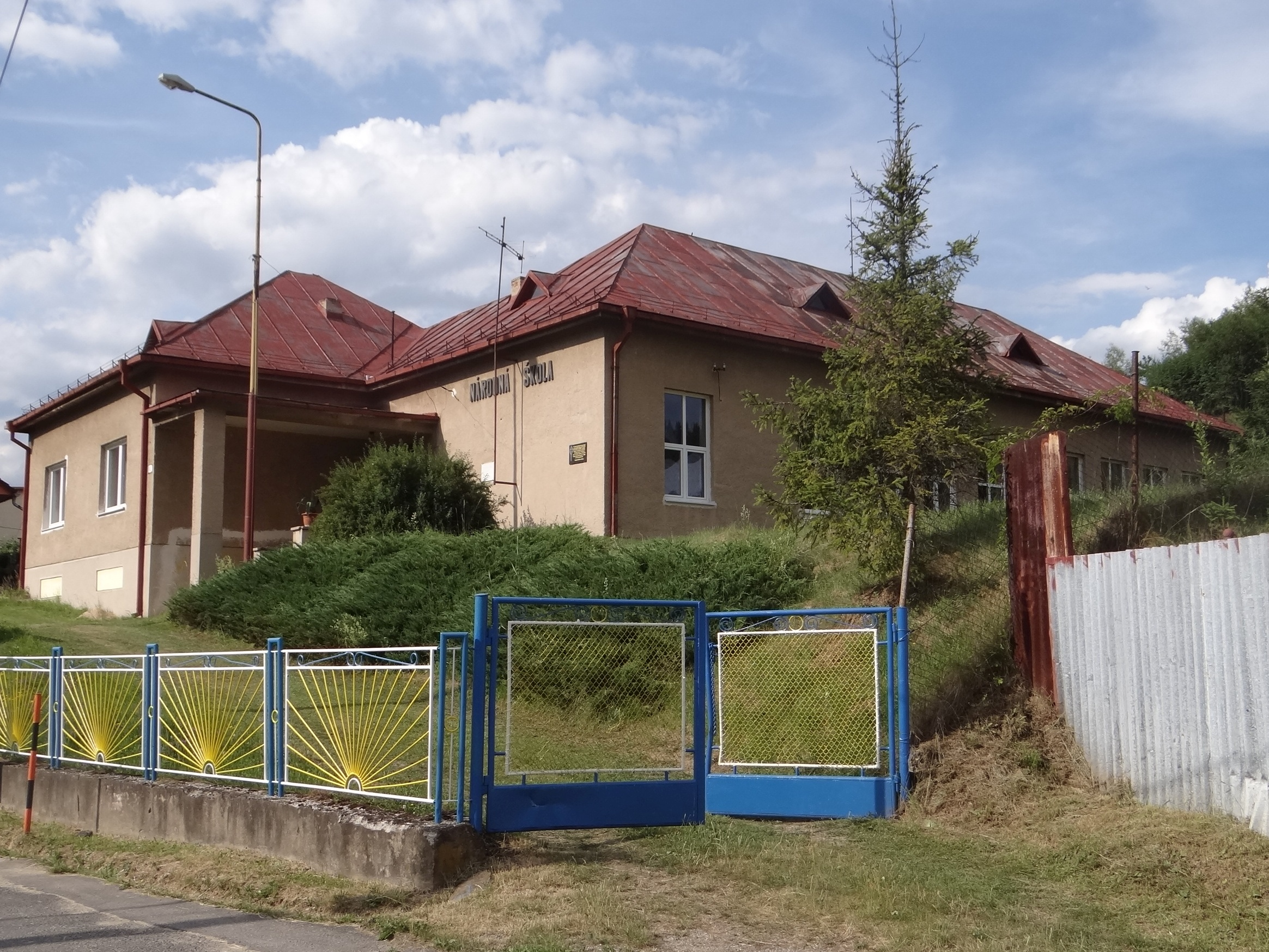
Szkoła